# Nome pessoal
Um nome pessoal ou nome completo é o conjunto de nomes pelos quais um indivíduo é conhecido e que pode ser recitado como um grupo de palavras, entendendo que, juntos, eles todos se relacionam com esse indivíduo. Em muitas culturas, o termo é sinônimo de "nascimento" e "nomes legais" do indivíduo, visto abaixo. O estudo acadêmico de nomes pessoais é chamado de Antroponímia.
Na cultura ocidental, quase todos os indivíduos possuem pelo menos um prenome (também conhecido como primeiro nome, ou apenas nome), com um sobrenome (também conhecido como último nome, nome de família e apelido em Portugal) — respectivamente, o Thomas e Jefferson em Thomas Jefferson — o último a indicar que o indivíduo pertence a uma família, uma tribo ou um clã. Onde há dois ou mais nomes, tipicamente, apenas um é usado na fala normal.

## Ordem de nome

### Ordem de nome ocidental
A ordem "prenome, nome de família" é comumente conhecida como a ordem ocidental e é geralmente usada na maioria dos países da Europa e em países que possuem culturas predominantemente influenciadas pela Europa Ocidental (por exemplo, as Américas do Norte e Sul, o Norte, Leste, Índia Central e Ocidental, Austrália, Nova Zelândia e Filipinas).
Entre as listas alfabéticas e os catálogos, no entanto, o nome da família é geralmente colocado primeiro, com o(s) nome(s) a seguir, separados por uma vírgula (por exemplo, Smith, John), representando a "ordem do nome lexical". Esta convenção é seguida pela maioria das bibliotecas ocidentais, bem como em muitas formas administrativas.

### Ordem de nome oriental
A ordem "nome de família, prenome" é comumente conhecida como a ordem oriental, usada principalmente na Ásia Oriental (por exemplo, na China, Japão e Coreia), bem como no Sudeste Asiático (Camboja e Vietnã), e nas partes sul e nordeste da Índia. Na Europa, é usado na Hungria.
Quando os nomes da Ásia Oriental são transliterados para o alfabeto latino, algumas pessoas preferem convertê-los para a ordem ocidental, enquanto outras os deixam na ordem oriental, mas escrevem o sobrenome em letras maiúsculas.

## Classificação dos nomes

### Prenome
O prenome ou nome próprio: É o nome que diferencia um indivíduo de outros indivíduos com o mesmo sobrenome. Quando os pais registram seus filhos, o prenome pode ser livremente escolhido pelos pais, desde que não exponha o portador ao ridículo ou se queira colocar o nome de personalidades célebres pela sua crueldade, por exemplo: Adolf Hitler ou Osama Bin Laden. Ele pode ser simples (João) ou duplo (João Batista), podendo ser triplo ou quádruplo como acontece em denominações de famílias reais (Carlota Isabel Diana). Algumas famílias reais, como a portuguesa, possuíam o costume de denominar seus membros com nomes próprios absurdamente longos. Se denomina como nome de pia já que antigamente era o nome que se atribuía no momento de realizar o sacramento católico do batismo, na pia batismal.

### Sobrenome ou apelido
O nome patrimonial ou sobrenome: É o nome da família, indica a procedência da pessoa e a distingue do resto dos integrantes da sociedade, com diferentes formas em diferentes culturas, o nome da pessoa que nasceu para ser imposto sobre o registro de nascimento. Pode ser simples, duplo (podendo ser acompanhado das partículas de, do, da, dos e das). A aquisição de sobrenome pode decorrer de ato jurídico, como, por exemplo, com a adoção e o casamento.

### Nome social
No Brasil, nome social se refere ao nome próprio pelo qual pessoas transgênero, transexuais e travestis geralmente desejam ser chamadas, em contraste com o nome oficialmente registrado ao nascimento, que muitas vezes não reflete sua identidade de gênero, embora pessoas cisgênero também possam ter nome social. A identidade do nome social é vinculada à identidade civil original

### Sufixo
No Brasil é chamado de agnome, é o nome empregado após o sobrenome quando uma pessoa possui o mesmo nome dos pais, para assim diferenciá-la. Entre os sufixos mais comuns estão: Filho, Neto e Júnior.

### Epíteto
O Epíteto, epitético acrescentado por terceiros para indicar alguma qualidade de seu portador, porém não possui nenhuma validade jurídica. Por exemplo: Alexandre, o Grande, Plínio, o Velho.

### Alcunha ou apelido
Alcunha (no Brasil e na Madeira também se usa o termo apelido que, em Portugal, designa nome de família), é a designação dada a alguma pessoa de acordo com uma peculiaridade sua. São fontes de inspiração para os apodos alguns ofícios (padeiro, leiteiro, roceiro) e o local de origem (alemão, japonês, baiano, carioca). Algumas alcunhas têm origem em características físicas do indivíduo, como aleijadinho e quatro-olhos.

#### Hipocorístico
Hipocorístico é o nome que se dá a uma pessoa para expressão de carinho, por exemplo: Nando (Fernando), Zé (José), Rui ou Ruy (Rodrigo).

### Nome vocatório
Nome vocatório é aquele pelo qual a pessoa é conhecida, abreviando-se seu nome ou fazendo o uso de siglas, como: Olavo Braz Martins dos Guimarães Bilac, conhecido somente como Olavo Bilac, ou o uso da sigla PC quando se refere a Paulo César.

### Monônimo
Monônimo é um "nome único". Em alguns casos, este nome foi escolhido pelo próprio indivíduo, que originalmente possuía um polínimo ("nome múltiplo"). É geralmente usado por algumas celebridades e por jogadores de futebol no Brasil, Portugal e Espanha.

### Pseudônimo
Pseudónimo (português europeu) ou pseudônimo (português brasileiro), é um nome fictício usado por um indivíduo como alternativa ao seu nome real. Exemplos são os nomes artísticos usados por artistas em meios literários e artísticos e os nomes no ringue usado por lutadores.

### Heterônimo
Heterônimo consiste em nomes diferentes usados pela mesma pessoa. Ao contrário de pseudônimos, os heterônimos constituem uma personalidade. O criador do heterônimo é chamado de "ortônimo". Sendo assim, quando o autor assume outras personalidades como se fossem pessoas reais. O mais famoso exemplo é o poeta português Fernando Pessoa. Ele criou os heterônimos Alberto Caeiro, Álvaro de Campos e Ricardo Reis, entre muitos outros

### Nome religioso
Nome religioso é um tipo de prenome usador por alguém por motivos religiosos. Após se juntar a uma determinada ordem religiosa, um novo membro frequentemente adota um nome religioso. Exemplo foi a Madre Teresa de Calcutá, cujo nome civil era Agnes Gonxha Bojaxhiu.

### Nome régio
Nome régio é o nome utilizado por monarcas e papas durante seus respectivos reinados e, subsequentemente, de maneira histórica. O nome régio é geralmente seguido de um número régio em algarismo romano para distinguir aquele monarca de outros que utilizaram o mesmo nome quando governaram a nação em questão.

### Nome póstumo
Nome póstumo é um nome honorário dado aos imperadores, aos nobres, e às vezes a outros oficiais, em algumas culturas após a morte da pessoa. O nome póstumo é de uso geral de líderes da China, da Coreia, do Vietnã e do Japão. Exemplos são o imperador japonês Meiji, seu filho Taisho e seu neto Showa, antes de falecerem eram conhecidos respectivamente como Mutsohito, Yoshihito e Hirohito. Seu bisneto Akihito e trineto Naruhito serão conhecidos como os imperadores Heisei e Reiwa após falecerem.
Existe ainda elementos essenciais secundários, que segundo Sílvio de Salvo Venosa seriam:
- Títulos nobiliárquicos ou honoríficos, por exemplo: conde, duque, Arquiduque.
- Títulos eclesiásticos, como: padre, cardeal, monsenhor.
- Qualificativos de dignidade ou identidade oficial, sendo eles: senador, juiz, prefeito.
- Títulos acadêmicos e científicos: mestre e doutor.
- Formas de tratamento de cortesia ou reverência, também chamados de axiônimos: Vossa Santidade, Vossa Excelência, Meritíssimo, entre outros.

## Nomes pessoais não humanos
Além do Sistema de Linné, alguns humanos dão nomes individuais de animais e plantas não humanas, geralmente por ter carinho. Em uma classificação onomástica, nomes de animais individuais são chamados zoônimos, enquanto nomes de plantas individuais são chamadas fitonímias.

### Nomes de animais de estimação
A prática de nomear animais de estimação remonta pelo menos ao século 23 aC: uma inscrição egípcia desse período menciona um cachorro chamado Abutiu.
Os nomes de animais de estimação geralmente refletem a visão do dono sobre o animal e as expectativas deles para o companheiro.